# Aloe gossweileri
Aloe gossweileri é uma espécie de liliopsida do gênero Aloe, pertencente à família Asphodelaceae.